# Elecciones generales de Venezuela de 1983
Las elecciones generales de Venezuela de 1983 fueron celebradas el domingo 4 de diciembre de 1983 para elegir al nuevo presidente de la república, así como la renovación legislativa de ambas cámaras del Congreso de la república y de las Asambleas Legislativas estadales, marcadas en medio del inicio de una severa crisis económica en Venezuela, producto, sobre todo, de la depreciación del bolívar, comenzada 10 meses antes (Viernes negro). 
En estos comicios presidenciales resulta ganador el candidato de oposición mayoritaria Jaime Lusinchi, del partido opositor Acción Democrática, derrotando al resto de candidatos, incluyendo al expresidente Rafael Caldera postulado para la reelección por el partido oficialista COPEI, marcando así unas elecciones inéditas en la democracia venezolana. 
Fueron los primeros comicios desde el retorno a la democracia en 1958 donde el candidato ganador obtuvo la mayoría absoluta de votos, así como las primeras elecciones donde un expresidente pierde un intento de reelección, siendo a su vez la cuarta alternancia democrática entre presidentes de partidos diferentes, reforzando aún más el bipartidismo entre AD y COPEI existiendo desde 1968.

## Candidatos
Los principales candidatos fueron los siguientes:
- Jaime Lusinchi, candidato de AD, ya consolidado como el principal partido de Venezuela. A pesar de su falta de carisma y disputas partidistas internas, contaba con el voto castigo contra el gobierno saliente de Luis Herrera Campins, representante del antagónico partido COPEI. Su eslogan -dentro de una elaborada campaña- fue sencillamente "Sí". Obtuvo mayoría absoluta en las preferencias. También contó con el apoyo de URD.
- Rafael Caldera, quien se postuló por quinta vez, le dio un fuerte toque personalista a su candidatura, siendo apoyado por el partido de gobierno, COPEI. No obstante, su impopular candidatura se debió a la crisis económica ocurrida durante el gobierno de Herrera; a pesar de ello, curiosamente, recibió el mejor resultado electoral de su historia con el mayor número de votos emitidos, a pesar de no haber ganado. Su eslogan contenía una oferta: "Un millón de empleos".
- Teodoro Petkoff, antiguo líder guerrillero comunista durante la década de 1960, quien se presentó por primera vez como candidato a la presidencia, representando a las tarjetas del MAS y el MIR, ambos partidos de izquierda su eslogan fue como una especie de inclusión "Saquemos al país del abandono".
- José Vicente Rangel, también de izquierda y disidente del partido MAS. Candidato por tercera vez, pero en esta ocasión apoyado por los partidos MEP, PCV y Liga Socialista. Su candidatura fue producto del fracaso en llegar a un acuerdo con Petkoff para presentar una candidatura única de los todos los grupos de izquierda. Su eslogan fue un pedido de voto "Dale una oportunidad", pero también contó con el apoyo del músico Alí Primera.
- Jorge Olavarría, historiador polémico que representaba al partido conservador, pero anti-puntofijista, OPINA.
- Gonzalo Pérez Hernández, ayudante personal del fallecido Renny Ottolina, representaba al partido fundado por este, MIN. Su eslogan fue "Gonzalo habla claro".
- Andrés Velásquez, un sindicalista por entonces desconocido y sin proyección que representaba a un pequeño partido izquierdista-obrerista, La Causa R. Políticamente inexperto en aquel momento, Velásquez sería años después un duro candidato, durante las elecciones de 1993.

## Historia
El saliente gobierno de Luis Herrera Campíns tenía un alto índice de rechazo entre la población, que alcanzó a buena parte de su partido, COPEI. Este partido postuló a su líder histórico, Rafael Caldera, por quinta ocasión. AD a su vez, postuló al médico Jaime Lusinchi, quien, a pesar de su falta de carisma y de las divergencias con un sector del partido que no lo apoyaba -entre ellos, el recientemente fallecido fundador Rómulo Betancourt-, parecía tener el camino allanado, por la deficiente gestión económica del gobierno de Herrera, y en parte por lo desgastado del discurso de Caldera, su más cercano competidor. La izquierda, entretanto, intentó postular un candidato único, pero no pudo alcanzar un consenso. Por otra parte, los grupos independientes de centro y derecha no gozaban de popularidad.

## Resultados
Según el CSE, la abstención fue del 12,25% del electorado; y los resultados fueron:
| Candidatos                         | Partido                                | Votos     | %     |
| ---------------------------------- | -------------------------------------- | --------- | ----- |
| Jaime Lusinchi                     | Acción Democrática                     | 3.680.549 | 55,32 |
| Jaime Lusinchi                     | Unión Republicana Democrática          | 86.408    | 1,30  |
| Jaime Lusinchi                     | Venceremos Organizados Independientes  | 2.284     | 0,03  |
| Jaime Lusinchi                     | Varias tarjetas válidas                | 4.490     | 0,07  |
| Jaime Lusinchi                     | Total                                  | 3.773.731 | 56,72 |
| Rafael Caldera                     | COPEI                                  | 2.166.467 | 32,56 |
| Rafael Caldera                     | Independientes con Caldera             | 80.074    | 1,20  |
| Rafael Caldera                     | Comité Independiente Mayoritario       | 11.565    | 0,17  |
| Rafael Caldera                     | Frente Unidad Nacionalista             | 11.258    | 0,17  |
| Rafael Caldera                     | Movimiento Independiente Organizado    | 10.115    | 0,15  |
| Rafael Caldera                     | Nueva Generación Democrática           | 12.174    | 0,18  |
| Rafael Caldera                     | Varias tarjetas válidas                | 6.523     | 0,10  |
| Rafael Caldera                     | Total                                  | 2.298.176 | 34,54 |
| Teodoro Petkoff                    | Movimiento al Socialismo               | 223.194   | 3,35  |
| Teodoro Petkoff                    | Movimiento de Izquierda Revolucionaria | 40.424    | 0,61  |
| Teodoro Petkoff                    | Integración Renovadora Electoral       | 13.062    | 0,20  |
| Teodoro Petkoff                    | Varias tarjetas válidas                | 818       | 0,01  |
| Teodoro Petkoff                    | Total                                  | 277.498   | 4,17  |
| José Vicente Rangel                | Movimiento Electoral del Pueblo        | 73.978    | 1,11  |
| José Vicente Rangel                | Partido Comunista de Venezuela         | 67.681    | 1,02  |
| José Vicente Rangel                | Nueva Alternativa                      | 44.340    | 0,67  |
| José Vicente Rangel                | Liga Socialista                        | 25.157    | 0,38  |
| José Vicente Rangel                | Grupo de Acción Revolucionario         | 7.833     | 0,12  |
| José Vicente Rangel                | Socialistas Independientes             | 2.108     | 0,03  |
| José Vicente Rangel                | Varias tarjetas válidas                | 821       | 0,01  |
| José Vicente Rangel                | Total                                  | 221.918   | 3,34  |
| Jorge Olavarría                    | Opinión Nacional                       | 32.254    | 0,48  |
| Gonzalo Pérez Hernández            | Movimiento de Integridad Nacional      | 19.528    | 0,29  |
| Luis Rangel                        | Rescate Nacional                       | 8.820     | 0,13  |
| Andrés Velásquez                   | La Causa Radical                       | 5.917     | 0,09  |
| Vinicio Romero                     | Confianza Nacional                     | 3.236     | 0,05  |
| Alberto Solano                     | Fuerza Emancipadora                    | 1650      | 0,02  |
| Félix Díaz Ortega                  | Nuevo Orden                            | 1.610     | 0,02  |
| Juan Ibarra Riverol                | Partido Nacionalista Venezolano        | 1.363     | 0,02  |
| Adolfo Alcalá                      | Electores Independientes               | 1.077     | 0,02  |
| Otros                              | Otros                                  | 6.539     | 0,10  |
| Votos válidamente emitidos         | Votos válidamente emitidos             | 6.653.317 | 97,48 |
| Votos nulos                        | Votos nulos                            | 171.863   | 2,52  |
| Total de votos                     | Total de votos                         | 6.825.180 | 100   |
| Votantes registrados/participación | Votantes registrados/participación     | 7.777.892 | 87,75 |
| Fuente: CNE.                       |                                        |           |       |

## Elecciones parlamentarias
Las elecciones parlamentarias de Venezuela de 1983 se celebraron, junto con las elecciones presidenciales, el 4 de diciembre del mencionado año para renovar el Senado y la Cámara de Diputados de Venezuela. Con una participación del 87.3% del electorado registrado.
El partido Acción Democrática, que contaba con el "voto castigo" al gobierno saliente de Luis Herrera Campins, obtuvo mayoría absoluta en ambas cámaras con 113 de 200 diputados y 28 de 44 senadores. Al mismo tiempo su candidato, Jaime Lusinchi, se alzaba con un aplastante 56% de los votos en las elecciones presidenciales. El hasta entonces partido gobernante Copei sufrió una fuerte derrota, pero continuó siendo la segunda fuerza más votada. El tercer partido más votado fue el Movimiento al Socialismo, que conservó sus dos senadores (único partido aparte de AD y Copei en mantener representación en ambas cámaras) y perdió uno de sus 11 diputados, quedándole 10.

## Resultados
| Partido                                | Votos     | %    | Escaños   | Escaños | Escaños   | Escaños |
| Partido                                | Votos     | %    | Diputados | +/-     | Senadores | +/-     |
| -------------------------------------- | --------- | ---- | --------- | ------- | --------- | ------- |
| Acción Democrática                     | 3 284 166 | 49.9 | 113       | +25     | 28        | +7      |
| Copei                                  | 1 887 226 | 28.7 | 60        | -24     | 14        | -7      |
| Movimiento al Socialismo               | 377 795   | 5.7  | 10        | -1      | 2         | 0       |
| Opinión Nacional                       | 130 022   | 2.0  | 3         | +3      | 0         | 0       |
| Movimiento Electoral del Pueblo        | 129 263   | 2.0  | 3         | -1      | 0         | 0       |
| Unión Republicana Democrática          | 125 458   | 1.9  | 3         | 0       | 0         | 0       |
| Partido Comunista de Venezuela         | 115 162   | 1.7  | 3         | +2      | 0         | 0       |
| Movimiento de Izquierda Revolucionaria | 103 923   | 1.6  | 2         | -2      | 0         | 0       |
| Nueva Alternativa                      | 68 729    | 1.0  | 1         | Nuevo   | 0         | Nuevo   |
| Independientes con el Cambio           | 63 822    | 1.0  | 0         | Nuevo   | 0         | Nuevo   |
| Movimiento de Integración Nacional     | 59 870    | 0.9  | 1         | 0       | 0         | 0       |
| Liga Socialista                        | 53 506    | 0.8  | 1         | 0       | 0         | 0       |
| Causa Radical                          | 35 304    | 0.5  | 0         | 0       | 0         | 0       |
| La Nueva República                     | 29 642    | 0.5  | 0         | Nuevo   | 0         | Nuevo   |
| Comité Independiente Mayoritario       | 18 762    | 0.3  | 0         | Nuevo   | 0         | Nuevo   |
| Rescate Nacional                       | 15 083    | 0.2  | 0         | v       | 0         | Nuevo   |
| Grupo de Acción Revolucionario         | 15 033    | 0.2  | 0         | 0       | 0         | 0       |
| Frente de Unidad Nacionalista          | 12 262    | 0.2  | 0         | 0       | 0         | 0       |
| Nueva Generación Democrática           | 10 288    | 0.2  | 0         | Nuevo   | 0         | Nuevo   |
| Movimiento Independiente Organizado    | 10 020    | 0.2  | 0         | Nuevo   | 0         | Nuevo   |
| Otros 29 partidos                      | 35 563    | 0.5  | 0         | –       | 0         | –       |
| Votos en blanco/anulados               | 244 281   | –    | –         | –       | –         | –       |
| Total                                  | 6 825 180 | 100  | 200       | +1      | 44        | 0       |
| Fuente: Nohlen                         |           |      |           |         |           |         |